# 中台首脳会談
座標: 北緯1度18分40.4秒 東経103度49分35.2秒 / 北緯1.311222度 東経103.826444度
中台首脳会談（ちゅうたいしゅのうかいだん）は、2015年11月7日にシンガポールで開催された、中華人民共和国主席の習近平と中華民国総統の馬英九による首脳会談。
両岸首脳による会談は1949年の分断以来初めて。両首脳は、中国大陸と台湾がともに「中国」に属するという「一つの中国」原則を確認した「92コンセンサス」をもとに、ホットラインの開設など平和的な関係を築く考えで一致した。

## 概要
首脳会談までの両首脳の動きについては以下の通りであった。
- 11月6日夕方、習近平が訪問先のベトナムからシンガポール入りし[7]、ホテル「セントレジス・シンガポール」に宿泊した[8]。
- 6日、習近平が空港で「（中国とシンガポール）両国の協力は、各領域で大きな成果を上げている。伝統的な友情を固め、両国関係の新たな進展を図りたい」との書面談話を発表し、中国の発展にシンガポールが果たした大きさと「中華民族」の連帯を強調した[7]。一党支配の下で繁栄を得たシンガポールは中国の改革開放政策のモデルの一つである[7]とともに、初代首相リー・クアンユーの時代から「一つの中国」論も早くから支持しており、また、蘇州工業園区に代表されるように改革開放路線に対して積極的な投資をすることでこれを支えた[7]。2010年にはシンガポールで鄧小平記念碑の除幕式を当時党中央政治局常務委員兼中国国家副主席だった習近平は鄧小平と親交があったリー・クアンユーとともに行っている[9]。中国大陸の首脳が台湾首脳との歴史的会談の場にシンガポールを選んだのも、こうした信頼関係があってのことであった[7]。
- 6日、習近平がシンガポール大統領府（イスタナ）（英語版）にて、シンガポールのトニー・タン大統領と会談した[7]。
- 7日午前、馬英九がシンガポール入りした[7]。
- 7日午前、習近平がシンガポール国立大学で講演し、その後、リー・シェンロン首相と会談した[7]。
- 7日午後3時（日本時間午後4時）、会場となるホテル内ホールにて[6]。まず、習近平が約600人の記者やカメラマンが待ち構える会場に、ゆったりとした歩みで姿を見せた[6]。ネクタイは、午前中に大学で講演した時は青色だったが、この時点では中国の指導者が伝統的に好む色である赤に替えていた[6]。
- やや遅れて会場の左側から馬英九が、白い歯をみせながら習近平に歩み寄った[6]。馬英九が普段の重要公務で胸元につける青天白日満地紅旗（中華民国の国旗）をあしらったバッジは外していた[6]。
- 中台首脳は固く手を握り、カメラに笑顔を向けた。握手した両首脳の背景には五星紅旗[注 2]も青天白日満地紅旗もなく、「中国」を代表する政府はどちらかという長年の政治的対立を棚上げすることで首脳会談の実現にこぎ着けた双方の腐心を象徴するものとなった[6]。

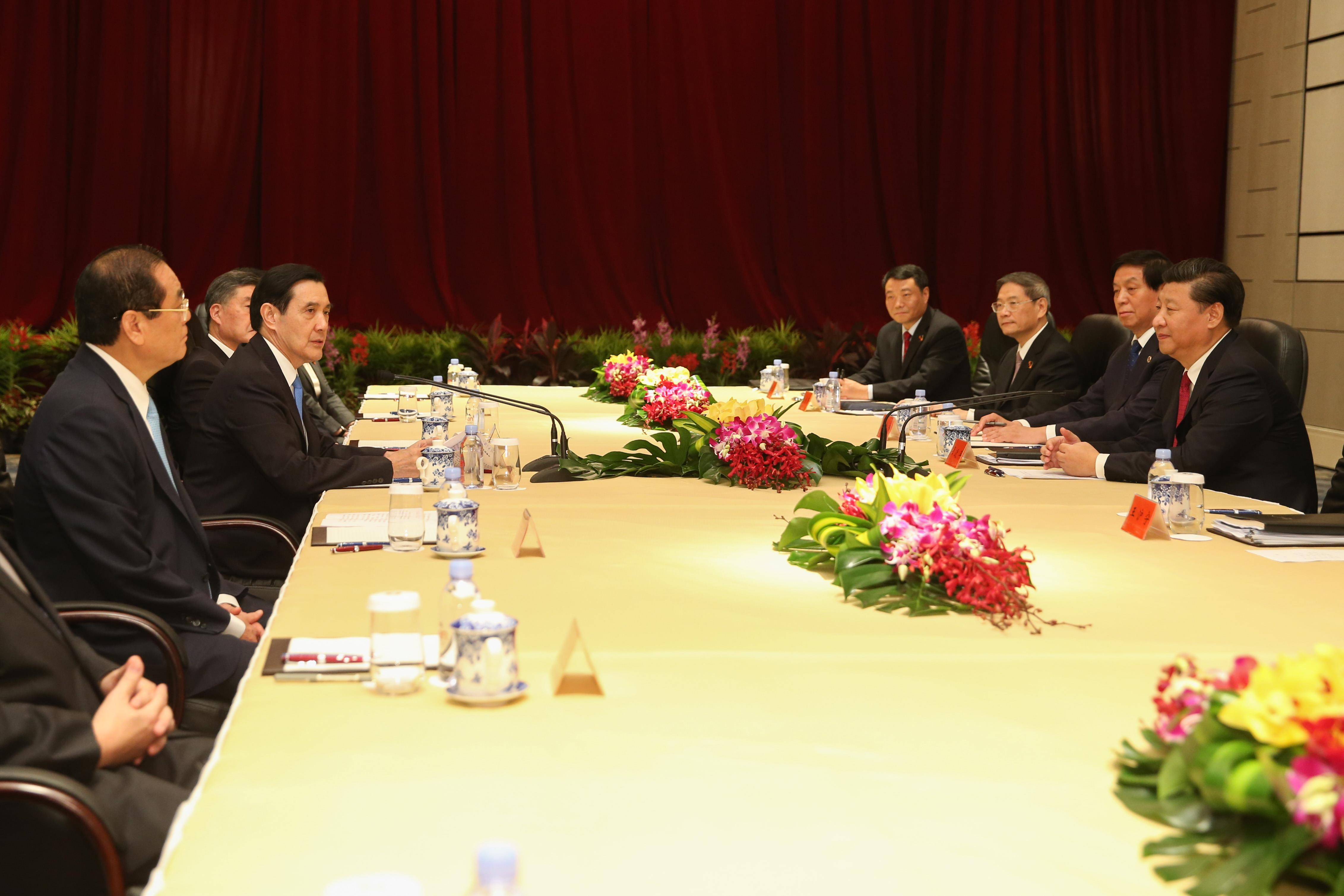
会談の様子

- 会談は冒頭のみ一部メディアに公開された。中国国営の中国中央テレビは会談の冒頭を中継したが、流したのは習近平の発言だけだった[6]。会談の中で習近平は、「両岸の同胞は多くの困難と長い隔離の時代を経験したが、いかなる力も我々を引き裂くことはできない」と民族的な連帯を強調した[6]。これに対し、馬英九は「66年の時を越えた握手で我々がつかんだのは両岸の過去と未来であり、中華民族復興の希望だ」と応じた[6]。今回の会談では、「国家主席」「総統（大統領）」という肩書きを使わない代わりに、「領導人」（中国語で最高指導者の意味を持つ）や「先生」（中国語で「さん」のこと）と呼び合い[1]、夕食会の費用も折半するなど「対等」の形式にこだわるものだった[6][1]。
- 会談後の記者会見では、中国側からは習近平は姿を見せず、国務院台湾事務弁公室（党中央台湾工作弁公室）の張志軍主任のみが一人で対応した[6]。これは台湾側で対中国政策を統括する機関である行政院大陸委員会の幹部らを従えた馬英九が自らも受け答えしたのと対象をなすものであった[6]。

この会談中に馬英九が一度だけ、台湾の正式名称である「中華民国」に言及し、会場の空気が張り詰めたが、習近平は顔色一つ変えずに聞き流した場面があった。習近平が馬英九に訂正を求めれば会談は決裂する可能性があった。これには伏線があり、会談にさかのぼる10月下旬に始まった事務レベルでの交渉で、台湾側が『馬英九が「中華民国」に言及しなければ政権が持たない』と主張した。これに中国側が反発し、交渉は頓挫しかけた。しかし、習近平は「相手を困らせるために会談をするわけでない」とする指示を出し、交渉の流れが会談実現に傾いたという。